# Elwin Bruno Christoffel
Elwin Bruno Christoffel (Monschau, 10 de novembro de 1829 — Estrasburgo, 15 de março de 1900) foi um matemático e físico alemão.

## Vida
Elwin Bruno Christoffel nasceu em 10 de novembro de 1829, em Monschau, perto de Aachen, na Alemanha.
Christoffel frequentou o Ginásio Jesuíta e o Ginásio Friedrich-Wilhelm em Colônia, e estudou na Universidade Humboldt de Berlim onde foi aluno de, dentre outros, Dirichlet, onde obteve o doutorado em 1856, sob a supervisão de Ernst Kummer, com tese sobre o movimento da eletricidade em corpos homogêneos. Em 1859 foi Privatdozent na Universidade Humboldt de Berlim. Em 1862 foi eleito para uma cátedra no Instituto Federal de Tecnologia de Zurique, deixada vaga por Richard Dedekind. Após mudar-se para a Gewerbeakademie em Berlim (atualmente parte da Universidade Técnica de Berlim) em 1869, Christoffel foi professor na Universidade de Estrasburgo em 1872, onde permaneceu até aposentar-se em 1894.

## Trabalho
Christoffel trabalhou com mapeamento conforme, teoria do potencial, teoria dos invariantes, análise tensorial, física matemática, geodésia e onda de choque. Os símbolos de Christoffel e a transformação de Schwarz-Christoffel homenageiam seu nome.